# Liste der Monuments historiques in Saint-Sulpice-de-Royan
Die Liste der Monuments historiques in Saint-Sulpice-de-Royan führt die Monuments historiques in der französischen Gemeinde Saint-Sulpice-de-Royan auf.

## Liste der Bauwerke
| Bezeichnung            | Beschreibung                          | Standort                     | Kennzeichnung | Schutzstatus | Datum | Bild           |
| ---------------------- | ------------------------------------- | ---------------------------- | ------------- | ------------ | ----- | -------------- |
| Kirche St-Sulpice      | Erbaut im 12. und 13. Jahrhundert     | Route de Saint-Palais (Lage) | PA00105244    | Classé       | 1913  | weitere Bilder |
| Protestantische Kirche | Erbaut 1854, Entwurf von Léon Jossier | Route de Rochefort (Lage)    | PA17000018    | Inscrit      | 1998  | weitere Bilder |

## Liste der Objekte
Zum Verständnis siehe: Kirchenausstattung
| Bezeichnung               | Beschreibung                     | Standort                        | Kennzeichnung | Schutzstatus | Datum | Bild |
| ------------------------- | -------------------------------- | ------------------------------- | ------------- | ------------ | ----- | ---- |
| Hauptaltar mit Tabernakel | Holz und Marmor, 19. Jahrhundert | in der Kirche St-Sulpice (Lage) | PM17001750    | Inscrit      | 1993  |      |